# Jonathan Anguelov
Jonathan Anguelov est un entrepreneur français.
Il est l'un des fondateurs d'Aircall, une société de technologie franco-américaine spécialisée dans la téléphonie d'entreprise.

## Biographie

### Enfance et débuts
Il est le fils d'une maman immigrée d'origine bulgare qui est obligée de le confier à l'aide sociale à l'enfance, qui le place en foyer, puis en famille d'accueil lorsqu'il a douze ans. Il atterrit dans une première famille d'accueil dans la cité de la Fosse Rouge à Sucy-en Brie à une autre à Epinay-sur-Orge où il reste jusqu'à ses dix-huit ans. Pendant ses études, il contracte des prêts étudiants et se lance dans l'immobilier en achetant des chambres de bonne. Il quitte l'aide sociale à l'enfance en 2005 à l'âge de dix-neuf ans. Il doit se débrouiller pour gagner de l'argent et payer ses études, il commence à travailler à partir de seize ans occupant divers emplois étudiants tels que livreur chez Domino’s Pizza, caissier, serveur chez Häagen-Dazs, ou livreur de journaux, entre autres. Ces expériences ont marqué ses premiers pas dans le monde du travail.[réf. souhaitée]
Très jeune, il se passionne pour l'immobilier en admirant les immeubles parisiens et en les visitant dès qu'il en a l'occasion[réf. souhaitée].

### Carrière
En 2014, il crée Aircall avec ses trois associés. Il part avec Aircall à San Francisco en 2015, puis ouvre un bureau à New-York en 2016. Aircall devient la 16e licorne française en juin 2021.
En 2018, il décide de revendre l'intégralité de son patrimoine immobilier, composé essentiellement de studios et de chambres de service. L'objectif est de créer Aguesseau Capital et d'acheter avec Gaétan Chebrou son associé, un premier hôtel à Paris qu'ils rénovent et appellent Maison Barbès en référence au quartier. Son objectif avec ce premier hôtel est de constituer un petit groupe hôtelier. Entre 2018 et 2023, Aguesseau capital acquiert plusieurs immeubles et hotels dans Paris et sa proche banlieue.
Il quitte l'opérationnel d'Aircall en septembre 2023 tout en restant actionnaire, afin de « se concentrer sur sa foncière Aguesseau Capital et son activité de business angel ».

### Publication
En mars 2025, Jonathan Anguelov publie "Rien à perdre", dans lequel il retrace son parcours, de son enfance en famille d'accueil et en foyer à la création de ses entreprises.